# Jodis alliata
Jodis alliata är en fjärilsart som beskrevs av Höfner 1880. Jodis alliata ingår i släktet Jodis och familjen mätare. Inga underarter finns listade i Catalogue of Life.